# Euryops ericifolius
Euryops ericifolius là một loài thực vật có hoa trong họ Cúc. Loài này được (Bél.) B.Nord. mô tả khoa học đầu tiên năm 1968.